# Guardino Colleoni
Guardino Vincenzo Francesco Giovanni Giorgio Galeazzo Maria Colleoni Porto, conte di Solza, nobile (Vicenza, 28 febbraio 1843 – Roma, 19 dicembre 1918), è stato un imprenditore e politico italiano.

## Biografia
Discendente da un'antica dinastia lombarda investita da molti feudi e in seguito di grandi dignità nei domini della Repubblica di Venezia, in cui vanta grandissime personalità tra cui Bartolomeo Colleoni, ultimo conte di Solza, si laurea in giurisprudenza a Padova per meglio attendere il compito di amministrare le vaste tenute agricole di famiglia. È stato consigliere comunale, assessore e sindaco di Vicenza, consigliere e presidente della provincia e membro della deputazione provinciale e consigliere comunale di Thiene. Eletto due volte deputato viene nominato senatore a vita nel 1909: della sua attività di senatore degna di nota è la rivendicazione all'Italia contro l'usurpazione austriaca della Cima dodici, la vetta più elevata della Provincia di Vicenza e delle Prealpi vicentine, sollevata il 1º luglio 1909 promuovendo una viva agitazione patriottica in tutta la penisola.